# Morro da Cruz
O Morro da Cruz é a parte mais alta do maciço do Morro da Cruz, situado na região central da Ilha de Santa Catarina, em Florianópolis, capital do estado deSanta Catarina.
Era chamado de Pau da Bandeira na época em que Florianópolis era conhecida como "Nossa Senhora do Desterro". A justificativa para o nome é que, há muitos anos, foi colocado um posto semáforo em seu ponto mais culminante para avisar, através de códigos, a chegada das embarcações ainda em alto mar. O caminho pela estrada do Pau da Bandeira era a passagem mais curta entre a capital e a freguesia do bairro da Trindade.
O Morro da Cruz é um ótimo ponto de referência para as pessoas que visitam a ilha. Embora não seja o ponto mais alto da Ilha de Santa Catarina, com 285 metros, é o de mais fácil acesso e o que proporciona o visual mais completo devido à sua localização. De lá pode-se ter uma visão geral das duas baías, das pontes Hercílio Luz, Colombo Salles e Pedro Ivo Campos. Além disso, do patamar junto à cruz, avista-se grande parte da ilha, o bairro da Trindade, as pistas do Aeroporto Internacional Hercílio Luz e parte da costa leste de Florianópolis, banhada pelo oceano Atlântico. No Morro da Cruz também estão localizadas as antenas e sedes da maioria das emissoras de televisão e rádio FM da cidade.